# Теодор Шрайбер (історик)
Георг Теодор Шрайбер (нім. Georg Theodor Schreiber; 13 березня 1848, Штрела — 13 березня 1912, Лейпциг) — німецький класичний археолог, історик мистецтва та охоронець пам'яток. Він був ад'юнкт-професором археології Лейпцизького університету з 1885 по 1911 рік і директором міського музею в Лейпцигу з 1886 року до своєї смерті.

## Життєпис
Теодор Шрайбер був сином лейпцизького друкаря. Спочатку він відвідував Бюргерську школу, пізніше гімназію Святого Томи, а після закінчення середньої школи в 1868 році почав вивчати археологію, історію та філософію в Лейпцизькому університеті. Він вивчав класичну філологію у Фрідріха Річля та Альфреда Шене, а Йоганнес Овербек став учителем і важливою фігурою у своєму головному предметі, археології. У 1872 році Шрайбер отримав докторський ступінь у Овербека з роботою «Quaestionum de artificum aetatibus in Plinii naturalis historiae libris relatis specimen», присвяченій проблемам джерел книг з історії мистецтва Плінія Старшого «Naturalis historia». У 1874 році разом з Леопольдом Юліусом, Карлом Робертом і Рудольфом Вейлем він отримав стипендію від Німецького археологічного інституту і зміг поїхати до Італії. Шрайбер пробув у Римі рік і взяв участь у роботі Римського відділу Археологічного інституту Німецької імперії, очолюваного Вільгельмом Генценом і Вольфгангом Гельбігом. Потім він недовго працював приватним учителем у Палермо. Він також зміг дослідити Грецію, і особливо Афіни, під час короткого візиту в 1876 році. Потім він деякий час знову залишився в Римі від імені Археологічного інституту, де каталогізував колекцію Людовісія.
Наприкінці 1877 року Шрайбер повернувся до Лейпцига. Через два роки він завершив свою габілітацію, захистивши дисертацію під назвою «Аполлон Пітоктон. Внесок у грецьку історію релігії та мистецтва» (нім. Apollon Pythoktonos. Ein Beitrag zur griechischen Religions- und Kunstgeschichte). Потім Шрайбер став приват-доцентом у Лейпцигу, а в 1885 році його призначили доцентом. З 1886 року він також був директором Муніципального художнього музею в Лейпцигу та куратором Лейпцизької художньої асоціації. Він зберіг усі три посади до самої смерті, хоча професійнf охорона пам'яток стала його основною сферою діяльності, тоді як академічно він займався переважно археологією. Також він здійснив подорожі до Англії, Франції та Сходу. Відома експедиція до Єгипту під керівництвом Ернста фон Зігліна, яка почалася восени 1898 року, була ініційована Шрайбером. В Александрії він знайшов підтримку у Йоганнеса Шисса. У 1898—1902 з перервами керував розкопками. Високі вимоги до подвійної посади були частково причиною ранньої смерті Шрайбера у віці 64 років. Він також був членом Саксонської академії наук і Німецького археологічного інституту, таємним радником і лицарем 1-го класу герцогського Саксонсько-Ернестинського ордену .
Спочатку у Шрайбера виникли проблеми, оскільки він мав лише одного академічного вчителя з археології в Овербеку, а тому мав лише односторонню підготовку. Лише поїздка до Італії змогла значно розширити обмежений кругозір молодого вченого. Оскільки він обіймав відповідальні посади в середині 1880-х років, він мав тривалий вплив зокрема на долю пам'яткоохоронної справи. Наприклад, він відповідав за збереження фресок у старому монастирі Лейпцизького університету. Оскільки він каталогізував колекцію Лодовісі, його робота з археології була особливо зосереджена на скульптурі. Важливою роботою вважається його праця присвячена Афіні Парфенос та її копіям, але спроби Шрайбера реконструювати фрески Полігнота вважаються менш успішними.
У своїх дослідженнях Шрайбер спочатку спирався не на археологічні знахідки, а на філологічні джерела. «У блискучому передчутті результатів філологічних досліджень» (Ульріх Хаусманн) він намагався підкреслити особливий внесок птолемеївсько—александрійського мистецтва в елліністичне мистецтво та культуру. Його часто критикували за те, що він зайшов занадто далеко, але, з іншого боку, згідно з останніми висновками та дослідженнями, багато його теорій виявилися правильними. Наприклад, Шрайбер був першим, хто встановив, що Кайренська галльська голова була твором мистецтва Птолемеїв, незважаючи на згадки про «пергамське бароко». Частково негативні риси некрологу, написаного Францем Студнічкою, тепер вважаються перебільшеними, а багато творів Шрайбера сьогодні сприймаються набагато позитивніше, ніж за його життя.

## Вибрані праці
- Quaestionum de artificum aetatibus in Plinii naturalis historiae libris relatis specimen, Dissertation Leipzig 1872 Digitalisat.
- Die antiken Bildwerke der Villa Ludovisi in Rom, Leipzig 1880 Digitalisat.
- Die Athena Parthenos des Phidias und ihre Nachbildungen. Ein Beitrag zur Kunstgeschichte, Leipzig 1883.
- Unedirte römische Fundberichte aus italienischen Archiven und Bibliotheken, Breitkopf & Härtel, Leipzig 1885.
- Altertum, Leipzig 1885 (Kulturhistorischer Bilderatlas, Bd. 1).
- Die Wiener Brunnenreliefs aus dem Palazzo Grimani. Eine Studie über das hellenistische Reliefbild mit Untersuchungen über die bildende Kunst in Alexandrien, Seemann, Leipzig 1888.
- Die alexandrische Toreutik. Untersuchungen über die griechische Goldschmiedekunst im Ptolomäerreich, Leipzig 1894.
- Die Wandbilder des Polygnotos in der Halle der Knidier zu Delphi, Leipzig 1897.
- Die Wandbilder des Kreuzganges der alten Universität Leipzig nach Durchzeichnungen über den Originalen im Auftrag des Akademischen Senates der Universität Leipzig und mit Genehmigung des Königlich Sächsischen Ministeriums des Kultus und öffentlichen Unterrichts, Meisenbach Riffarth & Co., Leipzig 1909
- Griechische Satyrspielreliefs, Teubner, Leipzig 1909 (Abhandlungen der Philologisch-Historischen Klasse der Königlich-Sächsischen Gesellschaft der Wissenschaften, Bd. 27, Nr. 22)